# Davor Šuker
Davor Šuker, (sinh ngày 1 tháng 1 năm 1968) là cựu tiền đạo bóng đá người Croatia, được coi là một trong những tiền đạo xuất sắc nhất thập niên 1990. Ông hiện tại là chủ tịch Liên đoàn bóng đá Croatia.
Đỉnh cao sự nghiệp của ông là World Cup 1998 tại Pháp, ông giành được danh hiệu Vua phá lưới với 6 bàn trong 7 trận, giúp đội tuyển Croatia giành hạng 3 chung cuộc ngay lần tham dự World Cup đầu tiên. Ông còn là chân sút xuất sắc nhất trong lịch sử đội tuyển quốc gia Croatia với 45 bàn thắng.

## Sự nghiệp câu lạc bộ

### Những năm đầu tiên
Šuker bắt đầu chơi bóng tại quê nhà Osijek với câu lạc bộ NK Osijek từ 1984 tới 1989. Sau đó ông chuyển đến Dinamo Zagreb, chơi 2 mùa bóng và ghi được 34 bàn trong 60 trận ở giải vô địch quốc gia Nam Tư. Thành tích ấn tượng này giúp ông được gọi vào đội tuyển Nam Tư và thu hút sự chú ý của các đội bóng nước ngoài. Năm 1991, ông chuyển tới Tây Ban Nha chơi cho câu lạc bộ Sevilla.

### Tại Tây Ban Nha
Šuker đá trận đầu tiên tại Giải vô địch bóng đá Tây Ban Nha cho Sevilla ngày 17 tháng 11 năm 1991, từ băng ghế dự bị ở phút cuối cùng trong trận hoà Espanyol 1-1. Trận tiếp theo gặp Real Sociedad, ông được ra sân ngay từ đầu và ghi bàn gỡ hoà 2-2. Mùa bóng đầu tiên tại Sevilla, Šuker ghi được 6 bàn trong 22 trận. Mùa bóng tiếp theo thành công hơn khi ông ghi 13 bàn trong 33 trận.
Mùa bóng 1993-94, ông trở thành một trong những cầu thủ xuất sắc nhất tại La Liga khi ghi tới 24 bàn thắng trong 34 trận với 5 cú đúp và 1 hat-trick, chỉ kém Romário của FC Barcelona. Sau đó, ông còn chơi thêm 2 mùa cho Sevilla, ghi được 33 bàn trong 64 trận ở giải vô địch quốc gia.
Ông chuyển tới chơi cho Real Madrid mùa bóng 1996-97, và tiếp tục là một tay săn bàn hàng đầu với 24 bàn trong 38 trận, là chân sút thứ ba mùa bóng đó, chỉ sau Ronaldo của Barcelona và Alfonso Pérez của Real Betis. Cũng trong mùa bóng này, ông cùng Real Madrid giành danh hiệu vô địch quốc gia. Giấc mơ có được các danh hiệu lớn của Šuker thành hiện thực khi ông cùng Real Madrid vô địch Champions League năm 1998, mặc dù chỉ ra sân vài phút trong trận chung kết trước Juventus. Mùa bóng 1998-99, vai trò của Šuker với câu lạc bộ giảm sút, mặc dù ông đã có một giải World Cup 1998 thành công. Ông chỉ ghi được 4 bàn trong 19 trận. Cuối mùa bóng, Šuker quyết định rời câu lạc bộ sau ba mùa bóng thi đấu cho Real.
Việc rời Real Madrid cũng kết thúc sự nghiệp thi đấu 8 mùa bóng tại Tây Ban Nha của Šuker. Tổng cộng ông có được 114 bàn thắng trong 239 trận đấu.

### Tại Anh
Mùa bóng 1999-2000, Šuker chuyển tới chơi tại giải Ngoại hạng Anh, ký hợp đồng với Arsenal. Trận đấu ra mắt của ông tại đây vào ngày 22 tháng 8 năm 1999 trong trận thua 1-2 trước Manchester United tại Highbury, vào sân thay người 15 phút trước khi hết trận. Trận đấu đầu tiên Šuker trong đội hình xuất phát là trận thắng Aston Villa 3-1 trên sân nhà, ông ghi 2 bàn đầu tiên tại giải Ngoại hạng Anh. Ông ghi tổng cộng 8 bàn (có 3 cú đúp) trong 22 trận đá tại giải vô địch trong màu áo Arsenal, trước khi chuyển sang West Ham United mùa bóng 2000-01. Với Arsenal, Šuker tham dự trận chung kết Cúp UEFA năm 2000 từ băng ghế dự bị. Arsenal thua trận chung kết trước đội bóng Thổ Nhĩ Kỳ Galatasaray trên chấm phạt đền, với Šuker đá hỏng lượt sút của mình.
Tại West Ham, ông chỉ ra sân 11 trận trong giải Ngoại hạng cả mùa bóng và ghi 2 bàn. Sự nghiệp của ông ở Anh kết thúc vào cuối mùa bóng đó khi ông quyết định chuyển sang Đức chơi cho 1860 Munich mùa bóng 2001-02. Tổng cộng ở giải Ngoại hạng Anh ông ghi 10 bàn trong 33 trận đấu.

### Tới Đức và giải nghệ
Ở 1860 Munich, cho đến tận vòng 15 của giải đấu, Šuker mới có trận ra mắt Bundesliga đầu tiên, khi ông chơi đủ 90 phúc trong trận thắng Energie Cottbus 1-0 trên sân nhà. Bàn thắng đầu tiên của ông là sau kì nghỉ đông, trong trận thắng 1. FC Köln 3-0 cũng trên sân nhà. Ông ghi 1 bàn bằng đầu ở trận này. Trận đấu tốt nhất của ông ở mùa bóng này ở vòng cuối cùng, 1860 Munich thắng 4-2 trên sân Borussia Mönchengladbach. Ông ghi được cú đúp duy nhất tại Bundesliga trong trận này. Kết thúc mùa bóng đầu tiên, Šuker có một thành tích ít ỏi là 4 bàn trong 14 trận.
Mùa bóng cuối cùng 2002-03, ông cũng hiếm có dịp được chơi cho câu lạc bộ và ghi duy nhất 1 bàn trong 11 lần ra sân trong mùa bóng. Bàn cuối của ông vào ngày 2 tháng 11 năm 2002 khi 1860 Munich thắng Arminia Bielefeld 3-1 trên sân nhà và trận đấu cuối cùng trong sự nghiệp thi đấu chuyên nghiệp của ông là thất bại 0-1 trước VfB Stuttgart ngày 16 tháng 3 năm 2003. Tổng cộng 2 mùa ở Bundesliga, ông chỉ ghi 5 bàn trong 23 trận đấu . Trong hai mùa bóng này, ông còn tham dự 5 trận đấu tại Cúp bóng đá Đức và ghi 3 bàn.

## Sự nghiệp đội tuyển
Ngay từ khi còn trẻ, Šuker đã ghi được 15 bàn thắng trong 25 lần khoác áo đội tuyển trẻ Nam Tư. Năm 1990, ông được gọi vào đội tuyển Nam Tư tham dự vòng chung kết World Cup 1990 tại Ý, tuy nhiên không có cơ hội ra sân.
Ngày 22 tháng 12 năm [1990, ông có trận ra mắt quốc tế trong màu áo đội tuyển mới thành lập Croatia trong trận đấu giao hữu gặp Romania. Tuy nhiên vào năm 1991, Šuker có được 2 trận khoác áo đội tuyển Nam Tư , do Croatia chưa được công nhận là thành viên của FIFA và UEFA tại thời điểm đó, và ghi bàn thắng quốc tế đầu tiên của mình và là bàn thắng duy nhất cho Nam Tư.
Trong trận đấu thứ hai cho Croatia, trận giao hữu với México năm 1992, ông ghi một cú đúp giúp Croatia thắng 3-0. Sau đó Šuker cùng Croatia tham dự giải đấu quốc tế quan trọng đầu tiên, Euro 1996, với một kỉ lục ở vòng loại là 12 bàn ghi được trong 10 trận đấu loại .
Tại vòng chung kết ở Anh, Šuker ghi 3 bàn trong 4 trận, trong đó có 2 bàn trong trận đại thắng đương kim vô địch Đan Mạch 3-0 ở vòng bảng. Sau đó, ông cũng góp phần đưa Croatia tham dự vòng chung kết World Cup đầu tiên khi ghi được 5 bàn trong 9 trận ở vòng loại World Cup 1998 tại Pháp.
Đây là giải đấu thành công nhất trong sự nghiệp của Šuker. Ông giành được danh hiệu Vua phá lưới của giải đấu, ghi 6 bàn trong 7 trận và đưa Croatia tới vị trí thứ ba một cách đầy bất ngờ đối với quốc gia tham dự World Cup lần đầu tiên kể từ khi độc lập. Ông đóng góp 1 bàn trong mỗi trận Croatia có bàn thắng, ghi các bàn thắng quyết định trong những trận thắng 1-0 trước Nhật Bản ở vòng bảng, Romania ở vòng 16 đội và chiến thắng cuối cùng 2-1 trước Hà Lan tại trận tranh vị trí thứ ba. Šuker cũng đưa đội tuyển tiến gần đến chung kết, khi ghi bàn mở tỉ số trong trận bán kết gặp Pháp trước khi Lilian Thuram ghi 2 bàn thắng  đảo ngược tình thế, giúp Pháp thắng 2-1 vào chung kết.
Sau World Cup 1998, Šuker tiếp tục thi đấu cho Croatia ở vòng loại Euro 2000. Tuy ông đóng góp 4 bàn trong 7 trận vòng loại nhưng Croatia không vượt qua được vòng loại. Ông cũng có mặt trong đội hình Croatia tham dự World Cup 2002 tại Hàn Quốc, nhưng chỉ chơi có 63 phút trong trận mở màn gặp Mexico và thua 0-1. Ở vòng loại giải đấu này ông chỉ ghi được 1 bàn trong 6 trận. Sau World Cup 2002, ông kết thúc sự nghiệp quốc tế, trở thành thần tượng của nhiều trẻ em trên thế giới, đặc biệt tại quê nhà Croatia, nơi ông được coi là anh hùng dân tộc.
Šuker thi đấu tổng cộng 71 trận đấu quốc tế trong sự nghiệp, 2 trận cho Nam Tư và 69 trận cho Croatia, và ghi tổng cộng 46 bàn thắng. Kỉ lục ghi 45 bàn cho đội tuyển Croatia còn tồn tại lâu dài khi những cầu thủ đứng sau đều ghi chưa tới 30 bàn.

## Sau khi giải nghệ cầu thủ
Sau khi kết thúc sự nghiệp cầu thủ, Šuker mở một trường dạy bóng đá, lấy tên Học viện bóng đá Davor Šuker, trung tâm huấn luyện đặt tại thủ đô Zagreb của Croatia và ở một vài thành phố khác.
Ngày 06 tháng 7 năm 2012, Davor Suker đắc cử chức chủ tịch LĐBĐ Croatia (HNS), thay thế Chủ tịch kỳ cựu Vlatko Markovic.

## Vinh danh
Tháng 11 năm 2003, nhân dịp UEFA kỉ niệm 50 năm thành lập, Šuker được Liên đoàn bóng đá Croatia bầu chọn là cầu thủ tiêu biểu trong 50 năm của Croatia. Tháng 3 năm 2004, ông được Pelé đưa vào danh sách 125 cầu thủ còn sống xuất sắc nhất và là cầu thủ duy nhất của Croatia trong danh sách này.

## Danh hiệu

### Câu lạc bộ
Real Madrid
- La Liga: 1996–97
- Supercopa de España: 1997
- UEFA Champions League: 1997–98
- Intercontinental Cup: 1998

Arsenal
- UEFA Cup Á quân: 1999–2000

### Quốc tế
Yugoslavia Youth
- FIFA World Youth Championship: 1987[7]
- UEFA European Under-21 Championship Runner-up: 1990

Croatia
- FIFA World Cup Hạng ba: 1998[8]

## Thống kê sự nghiệp

### Câu lạc bộ
|                |                 |                | Giải quốc nội | Giải quốc nội | Cúp          | Cúp          | Cúp liên đoàn       | Cúp liên đoàn       | Châu lục | Châu lục | Tổng | Tổng |
| Mùa            | Câu lạc bộ      | Giải           | Trận          | Bàn           | Trận         | Bàn          | Trận                | Bàn                 | Trận     | Bàn      | Trận | Bàn  |
| Nam Tư         | Nam Tư          | Nam Tư         | Giải          | Giải          | Cúp          | Cúp          | Cúp liên đoàn       | Cúp liên đoàn       | Châu lục | Châu lục | Tổng | Tổng |
| -------------- | --------------- | -------------- | ------------- | ------------- | ------------ | ------------ | ------------------- | ------------------- | -------- | -------- | ---- | ---- |
| 1985–86        | Osijek          | Giải hạng nhất | 10            | 3             | -            | -            | -                   | -                   | -        | -        | 10   | 3    |
| 1986–87        | Osijek          | Giải hạng nhất | 26            | 9             | -            | -            | -                   | -                   | -        | -        | 26   | 9    |
| 1987–88        | Osijek          | Giải hạng nhất | 29            | 10            | -            | -            | -                   | -                   | -        | -        | 29   | 10   |
| 1988–89        | Osijek          | Giải hạng nhất | 26            | 18            | -            | -            | -                   | -                   | -        | -        | 26   | 18   |
| 1989-90        | Dinamo Zagreb   | Giải hạng nhất | 28            | 12            | -            | -            | -                   | -                   | -        | -        | 28   | 12   |
| 1990-91        | Dinamo Zagreb   | Giải hạng nhất | 32            | 22            | -            | -            | -                   | -                   | -        | -        | 32   | 22   |
| Tây Ban Nha    | Tây Ban Nha     | Tây Ban Nha    | Giải          | Giải          | Copa del Rey | Copa del Rey | Supercopa de España | Supercopa de España | Châu Âu  | Châu Âu  | Tổng | Tổng |
| 1991-92        | Sevilla         | La Liga        | 22            | 6             | 4            | 3            | -                   | -                   | -        | -        | 26   | 9    |
| 1992-93        | Sevilla         | La Liga        | 33            | 13            | 2            | 0            | -                   | -                   | -        | -        | 35   | 13   |
| 1993-94        | Sevilla         | La Liga        | 34            | 24            | 7            | 3            | -                   | -                   | -        | -        | 41   | 27   |
| 1994-95        | Sevilla         | La Liga        | 32            | 17            | 2            | 3            | -                   | -                   | -        | -        | 34   | 20   |
| 1995-96        | Sevilla         | La Liga        | 32            | 16            | 3            | 1            | -                   | -                   | 6        | 4        | 41   | 21   |
| 1996-97        | Real Madrid     | La Liga        | 38            | 24            | 5            | 5            | -                   | -                   | -        | -        | 43   | 29   |
| 1997-98        | Real Madrid     | La Liga        | 29            | 10            | 1            | 1            | -                   | -                   | 7        | 4        | 37   | 15   |
| 1998-99        | Real Madrid     | La Liga        | 19            | 4             | 2            | 0            | -                   | -                   | 5        | 1        | 26   | 5    |
| Anh            | Anh             | Anh            | Giải          | Giải          | FA Cup       | FA Cup       | League Cup          | League Cup          | Châu Âu  | Châu Âu  | Tổng | Tổng |
| 1999-2000      | Arsenal         | Premier League | 22            | 8             | 3            | 0            | 1                   | 1                   | 13       | 2        | 39   | 11   |
| 2000-01        | West Ham United | Premier League | 11            | 2             | 0            | 0            | 2                   | 1                   | -        | -        | 13   | 3    |
| Đức            | Đức             | Đức            | Giải          | Giải          | DFB-Pokal    | DFB-Pokal    | Khác                | Khác                | Châu Âu  | Châu Âu  | Tổng | Tổng |
| 2001–02        | 1860 Munich     | Bundesliga     | 14            | 4             | 3            | 2            | -                   | -                   | -        | -        | 17   | 6    |
| 2002–03        | 1860 Munich     | Bundesliga     | 11            | 1             | 2            | 1            | -                   | -                   | -        | -        | 13   | 2    |
| Tổng           | Nam Tư          | Nam Tư         | 151           | 74            | -            | -            | -                   | -                   | -        | -        | 151  | 74   |
| Tổng           | Tây Ban Nha     | Tây Ban Nha    | 239           | 114           | 26           | 16           | -                   | -                   | 18       | 9        | 283  | 139  |
| Tổng           | Anh             | Anh            | 33            | 10            | 3            | 0            | 3                   | 2                   | 13       | 2        | 52   | 14   |
| Tổng           | Đức             | Đức            | 25            | 5             | 5            | 3            | -                   | -                   | -        | -        | 30   | 8    |
| Tổng sự nghiệp | Tổng sự nghiệp  | Tổng sự nghiệp | 448           | 203           | 34           | 19           | 3                   | 2                   | 31       | 11       | 516  | 235  |

### Đội tuyển quốc gia
| Đội tuyển bóng đá quốc gia Nam Tư | Đội tuyển bóng đá quốc gia Nam Tư | Đội tuyển bóng đá quốc gia Nam Tư |
| Năm                               | Trận                              | Bàn                               |
| --------------------------------- | --------------------------------- | --------------------------------- |
| 1991                              | 2                                 | 1                                 |
| Tổng cộng                         | 2                                 | 1                                 |

| Đội tuyển bóng đá quốc gia Croatia | Đội tuyển bóng đá quốc gia Croatia | Đội tuyển bóng đá quốc gia Croatia |
| Năm                                | Trận                               | Bàn                                |
| ---------------------------------- | ---------------------------------- | ---------------------------------- |
| 1990                               | 1                                  | 0                                  |
| 1992                               | 1                                  | 2                                  |
| 1993                               | 1                                  | 1                                  |
| 1994                               | 5                                  | 5                                  |
| 1995                               | 7                                  | 8                                  |
| 1996                               | 10                                 | 6                                  |
| 1997                               | 7                                  | 4                                  |
| 1998                               | 13                                 | 12                                 |
| 1999                               | 9                                  | 4                                  |
| 2000                               | 4                                  | 0                                  |
| 2001                               | 8                                  | 2                                  |
| 2002                               | 3                                  | 1                                  |
| Tổng cộng                          | 69                                 | 45                                 |

### Bàn thắng quốc tế
| Šuker – bàn thắng cho đội tuyển Nam Tư | Šuker – bàn thắng cho đội tuyển Nam Tư | Šuker – bàn thắng cho đội tuyển Nam Tư | Šuker – bàn thắng cho đội tuyển Nam Tư | Šuker – bàn thắng cho đội tuyển Nam Tư | Šuker – bàn thắng cho đội tuyển Nam Tư | Šuker – bàn thắng cho đội tuyển Nam Tư |
| #                                      | Năm                                    | Địa điểm                               | Đối thủ                                | Bàn thắng                              | Kết quả                                | Giải đấu                               |
| -------------------------------------- | -------------------------------------- | -------------------------------------- | -------------------------------------- | -------------------------------------- | -------------------------------------- | -------------------------------------- |
| 1.                                     | 16 tháng 5 năm 1991                    | Sân vận động Sao Đỏ, Beograd, Nam Tư   | Bản mẫu:Country data FAR               | 7 – 0                                  | 7 – 0                                  | Vòng loại Euro 1992                    |

| Šuker – bàn thắng cho đội tuyển Croatia | Šuker – bàn thắng cho đội tuyển Croatia | Šuker – bàn thắng cho đội tuyển Croatia           | Šuker – bàn thắng cho đội tuyển Croatia | Šuker – bàn thắng cho đội tuyển Croatia | Šuker – bàn thắng cho đội tuyển Croatia | Šuker – bàn thắng cho đội tuyển Croatia |
| #                                       | Năm                                     | Địa điểm                                          | Đối thủ                                 | Bàn thắng                               | Kết quả                                 | Giải đấu                                |
| --------------------------------------- | --------------------------------------- | ------------------------------------------------- | --------------------------------------- | --------------------------------------- | --------------------------------------- | --------------------------------------- |
| 1.                                      | 22 tháng 10 năm 1992                    | Sân vận động Maksimir, Zagreb, Croatia            | México                                  | 1 – 0                                   | 3 – 0                                   | Giao hữu                                |
| 2.                                      | 22 tháng 10 năm 1992                    | Sân vận động Maksimir, Zagreb, Croatia            | México                                  | 3 – 0                                   | 3 – 0                                   | Giao hữu                                |
| 3.                                      | 25 tháng 6 năm 1993                     | Sân vận động Maksimir, Zagreb, Croatia            | Ukraina                                 | 1 – 0                                   | 3 – 1                                   | Giao hữu                                |
| 4.                                      | 23 tháng 3 năm 1994                     | Sân vận động Luís Casanova, Valencia, Tây Ban Nha | Tây Ban Nha                             | 0 – 2                                   | 0 – 2                                   | Giao hữu                                |
| 5.                                      | 4 tháng 9 năm 1994                      | Sân vận động Kadriorg, Tallinn, Estonia           | Estonia                                 | 0 – 1                                   | 0 – 2                                   | Vòng loại Euro 1996                     |
| 6.                                      | 4 tháng 9 năm 1994                      | Sân vận động Kadriorg, Tallinn, Estonia           | Estonia                                 | 0 – 2                                   | 0 – 2                                   | Vòng loại Euro 1996                     |
| 7.                                      | 16 tháng 11 năm 1994                    | Sân vận động La Favorita, Palermo, Ý              | Ý                                       | 0 – 1                                   | 1 – 2                                   | Vòng loại Euro 1996                     |
| 8.                                      | 16 tháng 11 năm 1994                    | Sân vận động La Favorita, Palermo, Ý              | Ý                                       | 0 – 2                                   | 1 – 2                                   | Vòng loại Euro 1996                     |
| 9.                                      | 25 tháng 3 năm 1995                     | Sân vận động Maksimir, Zagreb, Croatia            | Ukraina                                 | 2 – 0                                   | 4 – 0                                   | Vòng loại Euro 1996                     |
| 10.                                     | 25 tháng 3 năm 1995                     | Sân vận động Maksimir, Zagreb, Croatia            | Ukraina                                 | 4 – 0                                   | 4 – 0                                   | Vòng loại Euro 1996                     |
| 11.                                     | 26 tháng 4 năm 1995                     | Sân vận động Maksimir, Zagreb, Croatia            | Slovenia                                | 2 – 0                                   | 2 – 0                                   | Vòng loại Euro 1996                     |
| 12.                                     | 3 tháng 9 năm 1995                      | Sân vận động Maksimir, Zagreb, Croatia            | Estonia                                 | 2 – 1                                   | 7 – 1                                   | Vòng loại Euro 1996                     |
| 13.                                     | 3 tháng 9 năm 1995                      | Sân vận động Maksimir, Zagreb, Croatia            | Estonia                                 | 5 – 1                                   | 7 – 1                                   | Vòng loại Euro 1996                     |
| 14.                                     | 3 tháng 9 năm 1995                      | Sân vận động Maksimir, Zagreb, Croatia            | Estonia                                 | 7 – 1                                   | 7 – 1                                   | Vòng loại Euro 1996                     |
| 15.                                     | 8 tháng 10 năm 1995                     | Sân vận động Poljud, Split, Croatia               | Ý                                       | 1 – 1                                   | 1 – 1                                   | Vòng loại Euro 1996                     |
| 16.                                     | 15 tháng 11 năm 1995                    | Sân vận động Bežigrad, Ljubljana, Slovenia        | Slovenia                                | 1 – 1                                   | 1 – 2                                   | Vòng loại Euro 1996                     |
| 17.                                     | 10 tháng 4 năm 1996                     | Gradski vrt, Osijek, Croatia                      | Hungary                                 | 2 – 0                                   | 4 – 1                                   | Giao hữu                                |
| 18.                                     | 2 tháng 6 năm 1996                      | Lansdowne Road, Dublin, Cộng hòa Ireland          | Cộng hòa Ireland                        | 0 – 1                                   | 2 – 2                                   | Giao hữu                                |
| 19.                                     | 16 tháng 6 năm 1996                     | Sân vận động Hillsborough, Sheffield, Anh         | Đan Mạch                                | 1 – 0                                   | 3 – 0                                   | Euro 1996                               |
| 20.                                     | 16 tháng 6 năm 1996                     | Sân vận động Hillsborough, Sheffield, Anh         | Đan Mạch                                | 3 – 0                                   | 3 – 0                                   | Euro 1996                               |
| 21.                                     | 23 tháng 6 năm 1996                     | Old Trafford, Manchester, Anh                     | Đức                                     | 1 – 1                                   | 1 – 2                                   | Euro 1996                               |
| 22.                                     | 10 tháng 11 năm 1996                    | Sân vận động Maksimir, Zagreb, Croatia            | Hy Lạp                                  | 1 – 1                                   | 1 – 1                                   | Vòng loại World Cup 1998                |
| 23.                                     | 29 tháng 3 năm 1997                     | Sân vận động Poljud, Split, Croatia               | Đan Mạch                                | 1 – 0                                   | 1 – 1                                   | Vòng loại World Cup 1998                |
| 24.                                     | 30 tháng 4 năm 1997                     | Sân vận động Kaftanzoglio, Thessaloniki, Hy Lạp   | Hy Lạp                                  | 0 – 1                                   | 0 – 1                                   | Vòng loại World Cup 1998                |
| 25.                                     | 10 tháng 9 năm 1997                     | Sân vận động Parken, Copenhagen, Đan Mạch         | Đan Mạch                                | 3 – 1                                   | 3 – 1                                   | Vòng loại World Cup 1998                |
| 26.                                     | 11 tháng 10 năm 1997                    | Sân vận động Bežigrad, Ljubljana, Slovenia        | Slovenia                                | 0 – 1                                   | 1 – 3                                   | Vòng loại World Cup 1998                |
| 27.                                     | 3 tháng 6 năm 1998                      | Sân vận động Kantrida, Rijeka, Croatia            | Iran                                    | 2 – 0                                   | 2 – 0                                   | Giao hữu                                |
| 28.                                     | 6 tháng 6 năm 1998                      | Sân vận động Maksimir, Zagreb, Croatia            | Úc                                      | 1 – 0                                   | 7 – 0                                   | Giao hữu                                |
| 29.                                     | 6 tháng 6 năm 1998                      | Sân vận động Maksimir, Zagreb, Croatia            | Úc                                      | 2 – 0                                   | 7 – 0                                   | Giao hữu                                |
| 30.                                     | 6 tháng 6 năm 1998                      | Sân vận động Maksimir, Zagreb, Croatia            | Úc                                      | 5 – 0                                   | 7 – 0                                   | Giao hữu                                |
| 31.                                     | 14 tháng 6 năm 1998                     | Sân vận động Félix Bollaert, Lens, Pháp           | Jamaica                                 | 1 – 3                                   | 1 – 3                                   | World Cup 1998                          |
| 32.                                     | 20 tháng 6 năm 1998                     | Sân vận động Beaujoire, Nantes, Pháp              | Nhật Bản                                | 0 – 1                                   | 0 – 1                                   | World Cup 1998                          |
| 33.                                     | 30 tháng 6 năm 1998                     | Parc Lescure, Bordeaux, Pháp                      | România                                 | 0 – 1                                   | 0 – 1                                   | World Cup 1998                          |
| 34.                                     | 4 tháng 7 năm 1998                      | Sân vận động Gerland, Lyon, Pháp                  | Đức                                     | 0 – 3                                   | 0 – 3                                   | World Cup 1998                          |
| 35.                                     | 8 tháng 7 năm 1998                      | Stade de France, Saint-Denis, Pháp                | Pháp                                    | 0 – 1                                   | 2 – 1                                   | World Cup 1998                          |
| 36.                                     | 11 tháng 7 năm 1998                     | Sân vận động Công viên các Hoàng tử, Paris, Pháp  | Hà Lan                                  | 1 – 2                                   | 1 – 2                                   | World Cup 1998                          |
| 37.                                     | 10 tháng 10 năm 1998                    | Sân vận động Ta' Qali, Ta' Qali, Malta            | Malta                                   | 1 – 4                                   | 1 – 4                                   | Vòng loại Euro 2000                     |
| 38.                                     | 14 tháng 10 năm 1998                    | Sân vận động Maksimir, Zagreb, Croatia            | Macedonia                               | 1 – 1                                   | 3 – 2                                   | Vòng loại Euro 2000                     |
| 39.                                     | 10 tháng 3 năm 1999                     | Sân vận động Spiros Louis, Athens, Hy Lạp         | Hy Lạp                                  | 2 – 2                                   | 3 – 2                                   | Giao hữu                                |
| 40.                                     | 5 tháng 5 năm 1999                      | Sân vận động Olympic, Sevilla, Tây Ban Nha        | Tây Ban Nha                             | 0 – 1                                   | 3 – 1                                   | Giao hữu                                |
| 41.                                     | 5 tháng 6 năm 1999                      | Sân vận động Thành phố Skopje, Skopje, Macedonia  | Macedonia                               | 0 – 1                                   | 1 – 1                                   | Vòng loại Euro 2000                     |
| 42.                                     | 4 tháng 9 năm 1999                      | Sân vận động Maksimir, Zagreb, Croatia            | Cộng hòa Ireland                        | 1 – 0                                   | 1 – 0                                   | Vòng loại Euro 2000                     |
| 43.                                     | 2 tháng 6 năm 2001                      | Sân vận động Varteks, Varaždin, Croatia           | San Marino                              | 3 – 0                                   | 4 – 0                                   | Vòng loại World Cup 2002                |
| 44.                                     | 15 tháng 8 năm 2001                     | Lansdowne Road, Dublin, Ireland                   | Cộng hòa Ireland                        | 2 – 2                                   | 2 – 2                                   | Giao hữu                                |
| 45.                                     | 17 tháng 4 năm 2002                     | Sân vận động Maksimir, Zagreb, Croatia            | Bosna và Hercegovina                    | 2 – 0                                   | 2 – 0                                   | Giao hữu                                |